# Lex Cassia (104 av. J.-C.)
La Lex Cassia de senatu date de l'an 104 av. J.-C. Elle est votée à l'initiative de Lucius Cassius Longinus, tribun de la plèbe, excluant du Sénat de la République romaine ceux ayant été condamnés dans un procès en amende ou dont le peuple a abrogé le commandement. Cette loi est votée dans le contexte de l'opposition entre l'aristocratie sénatoriale conservatrice et des tribuns de la plèbe populares héritiers des Gracques.

## Contexte
Avec la mort de Caius Gracchus en 121, la paix civile semble rétablie, mais les évènements des deux dernières décennies vont laisser leurs marques jusqu'à la fin de la République romaine. De très nombreux procès politiques marquent la vie romaine jusqu'à la guerre sociale. L'aristocratie sénatoriale va faire annuler les dispositions agraires prises par les Gracques dans les quinze années qui suivent la mort du cadet des Gracques. La lutte politique est permanente entre une partie de l'aristocratie sénatoriale qui mène une politique anti-gracchienne et une recherche des vieilles valeurs républicaines, avec notamment les Caecilii Metelli et le princeps senatus Marcus Aemilius Scaurus, et des populares qui tentent de défendre la politique et reprendre le flambeau des deux frères. Cette lutte revêt souvent des aspects violents.
En 106, le consul Quintus Servilius Caepio, avec l'aide de l'orateur Lucius Licinius Crassus,, fait voter une loi créant des jurys mixtes pour le jugement des gouverneurs provinciaux dans les affaires de concussion, mêlant sénateurs et chevaliers,. La loi de Cépion est probablement une réaction de l'aristocratie sénatoriale à la commission de Mamilius créée en 109.
À la bataille d'Arausio, en 105, le proconsul Quintus Servilius Caepio refuse de coopérer avec son supérieur le consul Cnaeus Mallius Maximus, homo novus, allant même jusqu'à refuser d'être dans le même camp que lui. Le 6 octobre 105, les deux généraux romains subissent la plus grave défaite de Rome depuis Cannes, plus de 80 000 soldats romains y sont tués, ainsi que 40 000 valets. Il n'y eut quasiment aucun survivant, si ce n'est le consul et le proconsul. L'imperium proconsulaire de Cépion est abrogée par plébiscite, ce qui est historique,.

## Loi Cassia
En 104, un tribun de la plèbe, Lucius Cassius Longinus, profitant de la situation politique, fait voter une loi excluant du Sénat de la République romaine ceux ayant été condamnés dans un procès en amende ou dont le peuple a abrogé le commandement, Cassius s'inspirant là d'une disposition prise par le passé par Caius Gracchus.
Cassius vise peut-être Cépion quand il fait voter sa loi, mais, alors que Rome vient de connaître une série de graves échecs militaires, la loi vise plutôt à renforcer le contrôle du peuple sur les magistrats et les généraux.

## Procès liés à lalex Cassia
Cépion se trouve donc chassé du Sénat en vertu de cette nouvelle lex Cassia,. Fin 104 ou en 103, un tribun, Lucius Domitius Ahenobarbus, profite de cette nouvelle loi pour attaquer le princeps senatus Marcus Aemilius Scaurus, pour non-respect de certains rites, et Marcus Junius Silanus, consul en 109, pour avoir fait la guerre aux Cimbres sans en avoir reçu l'ordre du peuple romain et déclenché une série de désastres militaires. Le but étant probablement de faire exclure du Sénat les deux consulaires, mais c'est un double échec.
La lex Cassia ne semble plus utilisée dans les années qui suivent.

## Autres suites
La loi de Cépion sera abrogée peu après par Caius Servilius Glaucia, qui rétablit des jurys purement équestres, qu'avait institués Caius Gracchus. Un autre tribun de la plèbe, Lucius Appuleius Saturninus, fera condamner notamment Quintus Servilius Caepio pour haute trahison en 103.